# Breath (Keishi Tanakaの曲)
「Breath」（ブレス）は、2019年3月13日に発売されたKeishi Tanakaの9枚目のシングルである。

## 概要
- ミュージックビデオの監督は雨澤英樹（Amezo）が務めた[1]。

## ヘビーローテーション
- InterFM 2019年4月度後半 Hot Picks[2]

## 収録曲

### 音楽配信
全作詞・作曲：Keishi Tanaka
1. Breath (4:23)

## リリース一覧
| 発売日        | 形態     | 品番 | レーベル      | 脚注  |
| ------------- | -------- | ---- | ------------- | ----- |
| 2019年3月13日 | 音楽配信 |      | Keishi Tanaka | [ 3 ] |